# Месія (серіал)
«Месія» — американський серіал-трилер для платформи Netflix, створений Майклом Петроні. Складається з десяти епізодів, які вийшли 1 січня 2020 року. В головних ролях — Мехді Дехбі, Томер Сіслі, Мішель Монаган, Джон Ортіс, Мелінда Пейдж Гамільтон, Стефанія Оуен, Джейн Адамс, Саїід Ел Аламі, Фарес Ланулсі та Віл Траваль.
Серіал не було продовжено на другий сезон

## Сюжет
Серіал фокусується на реакції сучасного світу на людину, яка вперше з'являється на Близькому Сході і сприймається послідовниками як есхатологічне повернення Іси (Ісуса).
Його послідовники стверджують, що він творить чудеса, зокрема, через повернення малолітнього хлопчика до життя, а його критики не вірять у це і вважають, що він шахрай.
Співробітниця ЦРУ розслідує, ким є ця людина, на тлі все більш зростаючої міжнародної напруги з високими ставками.
Ця історія розповідається з кількох різних точок зору: офіцер ЦРУ, ізраїльський офіцер, палестинський біженець, проповідник з Техасу та його дочка, а також журналіст.

## У ролях
| Актор                   | Роль                         |
| ----------------------- | ---------------------------- |
| Мехді Дехбі             | Аль-Масіх                    |
| Томер Сіслі             | Авірам Дахан                 |
| Мішель Монаган          | співробітниця ЦРУ Єва Геллер |
| Джон Ортіс              | Фелікс Ігуеро                |
| Мелінда Пейдж Гамільтон | Анна Ігуеро                  |
| Стефанія Оуен           | Ребекка Ігуеро               |
| Джейн Адамс             | Міріам Кенелі                |
| Сайід Ел Аламі          | Джибріл Медіна               |
| Фарес Ландульсі         | Самір                        |
| Віл Траваль             | Віл Матерс                   |
| Бо Бріджес              | Едмунд Де Гілл               |

## Серії
| №  | Назва                              | Режисер        | Сценарист                           | Дата виходу  |
| -- | ---------------------------------- | -------------- | ----------------------------------- | ------------ |
| 1  | Той, хто має вухо                  | Джеймс Мактейг | Майкл Петроні                       | 1 січня 2020 |
| 2  | Тремор                             | Джеймс Мактейг | Майкл Петроні і Брюс Маршалл Романс | 1 січня 2020 |
| 3  | Палець Божий                       | Джеймс Мактейг | Емі Луїза Джонсон і Келлі Вілз      | 1 січня 2020 |
| 4  | Спроба                             | Джеймс Мактейг | Майкл Брендон Герчо                 | 1 січня 2020 |
| 5  | Щоб оком дивились вони і не бачили | Кейт Вудс      | Емілі Сілвер                        | 1 січня 2020 |
| 6  | Не всі ми заснемо                  | Кейт Вудс      | Майкл Петроні і Майкл Бонд          | 1 січня 2020 |
| 7  | Сталося, як було сказано           | Кейт Вудс      | Еоган О'Доннелл                     | 1 січня 2020 |
| 8  | Форс-мажор                         | Кейт Вудс      | Еоган О'Доннелл                     | 1 січня 2020 |
| 9  | Бог є більшим                      | Джеймс Мактейг | Брюс Маршалл Романс                 | 1 січня 2020 |
| 10 | Розплата за гріхи                  | Джеймс Мактейг | Майкл Петроні                       | 1 січня 2020 |

## Виробництво

### Підготовка
17 листопада 2017 року було оголошено, що Netflix замовив перший сезон, що складається з десяти епізодів. Серіал був створений Майклом Петроні, який став виконавчим продюсером і шоуранером серіалу. Виробництвом серіалу зайнялися студії «Industry Entertainment» та «LightWorkers Media».

### Кастинг
У січні 2018 року було оголошено, що у серіалі зіграють Джон Ортіс, Томер Сіслі та Мехді Дехбі. У травні 2018 року було оголошено, що Мішель Монаган було відібрано на головну роль. У червні 2018 року повідомлялося, що до акторського ансамблю також приєдналися Мелінда Пейдж Гамільтон, Стефанія Лаві Оуен, Джейн Адамс, Саїд Ел Аламі, Фарес Ландулсі та Віл Траваль. У тому ж місяці було оголошено, що до знімань долучаться Бо Бріджес і Філіп Бейкер Холл.

### Знімання
Фільмування першого сезону відбулася в Аммані (Йорданія), Альбукерке, Маунтенейрі, Естансії, Белені, Санта-Фе та Клайнс-Корнерсі (Нью-Мексико, США) з червня 2018 по серпень 2018 року.

## Реліз
Перший сезон став доступним для перегляду 1 січня 2020 року.

## Сприйняття

### Сприйняття критиками
На агрегаторі рецензій Rotten Tomatoes серіал здобув 43 % позитивних відгуків із середнім рейтингом 6,1 з 10 на основі 23 відгуків.

### Суперечки
Трейлер отримав негативну реакцію у деякої частини ісламської аудиторії. У грудні 2019 року на прес-конференції було оголошено, що Королівська комісія з кіно Йорданії просить Netflix утриматися від трансляції «Месії» в країні через провокаційну тематику та суперечливий релігійний контент.